# Лиепая (аэропорт)
Аэропорт Лиепая (латыш. Starptautiskā lidosta "Liepāja") — региональный международный аэропорт на западе Латвии, один из трёх международных аэропортов в Латвии (IATA: LPX, ICAO: EVLA).
Расположен за городской чертой, к северо-востоку от Лиепайского озера в поселке Цимдениеки, в 7 км от центра города.

## История
Первой авиационной базой в Либаве (с ноября 1918 года — Лиепая) стал гидроаэродром в северной части акватории Лиепайского порта, у входа в гавань Порта Александра III. На нём с сентября 1913 года до августа 1914 года базировалась Испытательная авиационная станция Балтийского флота. Для полётов гидросамолётов и летающих лодок использовалась как акватория Лиепайского порта, так и канал Военной гавани, где, в частности, испытывался гидросамолёт «Илья Муромец» конструкции Сикорского.
В 20-е — 30-е годы гидроаэродром использовала морская авиация Латвийской Республики. Инфраструктура Испытательной авиационной станции — два больших ангара и вспомогательные сооружения, в том числе пристань — просуществовала до конца 90-х годов 20 века.
Крупнейшая авиакатастрофа в Лиепае того времени произошла 6 ноября 1931 года. Во время проведения учебных полётов, при отработке приёмов воздушного боя над городом столкнулись и упали два разведывательных гидросамолёта «Heinkel НЕ-4». Столкновение произошло недалеко от Северного кладбища. Оба гидросамолёта врезались в землю.
Первый сухопутный аэродром в Лиепае начал действовать в 1926 году как аэродром Военно-воздушных сил Латвийской Республики. Он располагался с южной стороны Военной гавани, между бывшим Портом Александра III и административными границами города Лиепая того времени; с 1933 года — в черте города. Бетонная взлётная полоса располагалась параллельно каналу Военной гавани, почти точно с востока на запад. Бетонные рулёжные дорожки вели к стоянкам самолётов, располагавшимся ближе к морю.
В 30-е годы с аэродрома отправлялись в свои первые полёты самолёты латвийской конструкции, построенные на предприятии «L.K.O.D.», которое располагалось на другой стороне Военной гавани. Из заводских цехов на аэродром самолёты доставлялись на плотах.
В 1937 году началось выполнение регулярных пассажирских авиарейсов по маршруту Лиепая — Рига. К этому времени в аэропорту был построен большой ангар у разводного моста через Военную гавань (в 50-е годы был переделан в крытый плавательный бассейн, сгорел в начале 90-х годов). Территория Лиепайского аэропорта не раз становилась местом проведения авиационных праздников.
После Второй мировой войны Лиепайский аэродром продолжил работать как пассажирский. Полёты в Ригу, Ленинград, Калининград, Москву осуществлялись на самолётах Ли-2, Ил-12, Ил-14. Первый регулярный пассажирский рейс Лиепая — Москва был выполнен ещё 21 июня 1941 года. Соответственно, второй и последующие рейсы состоялись уже только в 1945 году. В начале 1950-х годов было построено новое здание пассажирского аэропорта — им стало стандартное типовое трёхэтажное жилое здание сталинского времени (проект — «Соцгород»). Его адрес — улица Пилтенес, 1, здание сохранилось. Регулярные пассажирские полёты из старого Лиепайского аэропорта выполнялись до конца 1957 года. Принято считать, что они были прекращены из соображений секретности, ибо самолёты взлетали рядом с территорией крупнейшей базы Балтийского флота, которая с 1948 года была полностью закрыта для посещения. При полётах в советскую Лиепаю всегда нужно было считаться с тем, что город являлся закрытым, различные режимы закрытости и секретности действовали с августа 1950 года до конца 80-х годов. Билет на самолёт в Лиепаю продавали только владельцам паспортов с лиепайской пропиской. После 1964 года территорию старого аэропорта начали застраивать, сейчас здесь расположен гигантский крытый корпус возведённого к 1974 году галантерейного комбината «Лаума» и прочие промышленные постройки.
Старый Лиепайский аэропорт был одним из редких аэропортов на территории Европы, а затем на территории Советского Союза, куда можно было приехать на обычном городском трамвае. Исторически первая линия Лиепайского трамвая, действовавшая с сентября 1899 года до октября 1972 года, проходила вдоль лётного поля и активно использовалась авиапассажирами.
В 1940 году началось строительство современного аэропорта — к востоку от города, в Гробиньской волости, на землях усадьбы Бата (лат. — Bāta). Аэродром расположился на территории, ограниченной заболоченным берегом Лиепайского озера (очень мелкое, лагунного типа, что хорошо с точки зрения обеспечения безопасности) с юго-запада и железнодорожным полотном с северо-востока. Это место развилки железнодорожных линий Лиепая — Глуда — Рига и Лиепая — Мажейкяй (направление бывшей Либаво-Роменской железной дороги). Взлетающие и садящиеся со стороны моря самолёты пролетают над южной частью города.
К лету 1941 года Батский военный аэродром, сразу получивший бетонную взлётно-посадочную полосу, был готов к использованию, но 22 июня 1941 года находившиеся на аэродроме самолёты были уничтожены на земле немецкой авиацией. После окончания Второй мировой войны аэродром продолжал использоваться как военный. Рядом с ним возник военный городок, получивший название Цимдениеки.
Полёты пассажирской авиации из аэродрома в Цимдениеки начались с января 1958 года. Первоначально никакой пассажирской инфраструктуры в аэропорту не было. Пассажиры проходили регистрацию на рейс в старом здании аэропорта на улице Пилтенес, а затем на автобусе преодолевали путь в 8 километров за город прямо к трапу самолёта. С 1963 года регистрация на рейсы стала проходить в центре Лиепаи, на улице Радио — в новом здании Агентства «Аэрофлота». Прежде это типовое здание использовалось по прямому назначению — как автостанция (точно такие же здания автостанций до сих пор действуют в Вентспилсе и Резекне), в начале 1963 года автостанцию перевели на железнодорожный вокзал, и появилась возможность передать здание в центре города под нужды авиаторов. Создание какой-либо пассажирской инфраструктуры в аэропорту тормозилось отсутствием дороги к нему. От границы города имелась асфальтированная дорога в военный городок, а на лётное поле от неё вела просёлочная дорога такого низкого качества, что однажды на ней автобус с авиапассажирами опрокинулся на бок. В 1966 году была построена бетонная дорога от военного городка вокруг военной части к аэродрому протяжённостью 1 километр (ныне улица Лидостас).
С 1967 года в аэропорту действует типовой пассажирский терминал пропускной способностью 100 пассажиров в час, состоящий из двух отдельных зданий. С этого времени Агентство «Аэрофлота» в центре города действовало только как место продажи билетов, хотя ещё долгое время в ранние утренние часы от здания Агентства в аэропорт отправлялся специальный автобус-экспресс для авиапассажиров.
На 70-е — 80-е годы выпадает расцвет гражданской авиации в Лиепае. В 80-е годы пассажиропоток аэропорта превышал 100 тысяч человек в год. Круглогодично выполнялись 5-6 ежедневных рейсов в Ригу (аэропорт Спилве), один рейс в Ленинград. В летний сезон добавлялись ещё 1-2 рейса в Ленинград, рейсы в Москву, Минск, Киев, Симферополь. Почти все рейсы выполнялись на самолёте Ан-24, изредка на Як-40. В Москву летал Ту-134 или Ан-24 (на этом типе выполнялись как прямые рейсы, так и с промежуточной посадкой в Даугавпилсе). Отдельные рейсы выполнялись на Ил-18. Однако к концу 70-х годов были прекращены прежде популярные рейсы в Вентспилс и Калининград.
В аэропорту Лиепая произошли крупнейшие катастрофы в истории авиации Латвии. 30 декабря 1967 года при заходе на посадку разбился пассажирский самолет АН-24Б Латвийского управления гражданской авиации, следовавший регулярным рейсом Рига-Лиепая. Погибло 43 человека. 22 марта 1979 года при заходе на посадку разбился самолёт Ту-134 Латвийского управления гражданской авиации, выполнявший грузовой рейс Омск — Горький — Лиепая. Погибли 4 человека.
К середине 90-х годов регулярные пассажирские перевозки из аэропорта Лиепая сошли на нет. С тех пор они производятся эпизодически — когда в течение нескольких недель, когда на протяжении одного-двух сезонов. Дольше держатся регулярные рейсы в Ригу. В 2007 году они даже субсидировались государством, и билет на самолёт стоил дешевле автобусного билета из Лиепаи в Ригу.
В 2011 году аэровокзальный комплекс был реконструирован, здания и помещения перепланированы и изменили внешний облик.
В 2014 году началась масштабная реконструкция взлётно-посадочной полосы и рулёжных дорожек. 16 мая 2017 года состоялось торжественное открытие нового аэропорта, который фактически был построен заново.
Лиепайский аэропорт является базовым для Школы пилотов авиакомпании «AirBaltic».

## Статистика
| Статистика аэропорта Лиепая |                |               |
| Год                         | Пассажиропоток | Изменения (%) |
| 2006                        | 1 232          | —             |
| 2007                        | 28 269         | +229,64 %     |
| 2008                        | 44 100         | +64,1 %       |
| 2009                        | 253            | −99,99 %      |
| 2010                        | 0              | −100 %        |
| 2011                        | 0              | —             |
| 2012                        | 0              | —             |
| 2013                        | 0              | —             |
| 2014                        | —              | —             |
| 2015                        | —              | —             |
| 2016                        | 0              | —             |
| 2017                        | 4 780          | +100 %        |
| 2018                        | 9 751          | +103.99 %     |
| 2019                        | 13 835         | +41.88 %      |